# Markó utca (Budapešť)
Markó utca je ulice v hlavním městě Maďarska, Budapešti. Leží v samotném středu města, v pátém obvodě. Spojuje olympijský park na dunajském břehu západo-východním směrem s ulicí Bajcsy-Zsilinszky út. Její délka je cca 700 metrů.

## Název
Ulice je pojmenována po malíři Károlym Markó.

## Historie
V 20. a 30. letech 19. století byla ulice vytyčena, ale ještě zde nestály žádné domy. Její vznik souvisí s rozvojem městské části Lipótváros, která leží severně od historické Pešti. První domy, které zde vyrostly, stály při dunajském břehu a jednalo se o úřady rakousko-uherské armády. V prostoru dnešeního náměstí Honvéd tér se nacházel prašný plácek. Na mapě z roku 1872 je již ulice přítomná, a to i pod dnešním názvem. Její západní konec ještě neměl kvůli chybějící regulaci dunajského břehu v této části města svojí dnešní podobu. Stály zde kasárny rakousko-uherského vojska. Zástavba nebyla souvislá; dokončené byly domy na západním a východním okraji. Proluky byly zastavěny do začátku 20. století. Vznikla zde také budova reálky. V závěru 19. století sem vedla také ze Západního nádraží i vlečka. Její část probíhala právě ulicí Markó utca.

## Doprava
Ulice je jednosměrná klidná městská třída s řadou parkovacích míst a stromořadím.

## Významné objekty
- Budova maďarského ministerstva obrany
- náměstí Honvéd tér
- budova kurie
- Obvodní soud v Budapešti
- jazykové gymnázium Jánose Xántuse
- Muzeum Gézy Kresze
- Maďarská ekonomická univerzita
- bytový dům na adrese Honvéd utca 22 (rohový).[1]